# Acanthogorgia candida
Acanthogorgia candida är en korallart som beskrevs av Kükenthal 1909. Acanthogorgia candida ingår i släktet Acanthogorgia och familjen Acanthogorgiidae. Inga underarter finns listade i Catalogue of Life.